# Schwimmeuropameisterschaften 1950
Die 7. Schwimmeuropameisterschaften fanden vom 20. bis 27. August 1950 in Wien statt und wurden von der Ligue Européenne de Natation (LEN) veranstaltet.
Die Schwimmeuropameisterschaften 1950 beinhalteten Wettbewerbe im Schwimmen, Kunst- und Turmspringen sowie das Wasserballturnier der Männer.

## Beckenschwimmen

### Ergebnisse Männer
| Wettbewerb                 | Gold                                             | Gold    | Silber                      | Silber  | Bronze                                           | Bronze  |
| -------------------------- | ------------------------------------------------ | ------- | --------------------------- | ------- | ------------------------------------------------ | ------- |
| 100 m Freistil             | Alex Jany Frankreich                             | 57.7    | Göran Larsson Schweden      | 59.4    | Joris Tjebbes Niederlande                        | 1:00.3  |
| 400 m Freistil             | Alex Jany Frankreich                             | 4:48.0  | Jean Boiteux Frankreich     | 4:50.1  | Heinz-Günther Lehmann Bundesrepublik Deutschland | 4:51.2  |
| 1500 m Freistil            | Heinz-Günther Lehmann Bundesrepublik Deutschland | 19:48.2 | Jean Boiteux Frankreich     | 19:48.4 | Jo Bernardo Frankreich                           | 20:06.7 |
| 100 m Rücken               | Göran Larsson Schweden                           | 1:09.4  | Cornelis Kievit Niederlande | 1:09.7  | Boris Škanata Jugoslawien                        | 1:10.8  |
| 200 m Brust                | Herbert Klein Bundesrepublik Deutschland         | 2:38.6  | Maurice Lusien Frankreich   | 2:40.9  | Bengt Rask Schweden                              | 2:43.8  |
| 4 × 200 m Freistil Staffel | Schweden                                         | 9:06.5  | Frankreich                  | 9:10.0  | Jugoslawien                                      | 9:12.7  |

### Ergebnisse Frauen
| Wettbewerb                 | Gold                               | Gold   | Silber                                       | Silber | Bronze                      | Bronze |
| -------------------------- | ---------------------------------- | ------ | -------------------------------------------- | ------ | --------------------------- | ------ |
| 100 m Freistil             | Irma Schumacher Niederlande        | 1:06.4 | Marie-Louise Vaessen Niederlande             | 1:07.1 | Greta Andersen Dänemark     | 1:07.9 |
| 400 m Freistil             | Greta Andersen Dänemark            | 5:30.9 | Irma Schumacher Niederlande                  | 5:31.2 | Colette Thomas Frankreich   | 5:37.4 |
| 100 m Rücken               | Hendrika van der Horst Niederlande | 1:15.9 | Gertrud Herrbruck Bundesrepublik Deutschland | 1:17.8 | Greet Galliard Niederlande  | 1:17.9 |
| 200 m Brust                | Raymonde Vergauwen Belgien         | 3:00.1 | Lies Bonnier Niederlande                     | 3:01.8 | Jannie de Groot Niederlande | 3:02.2 |
| 4 × 100 m Freistil Staffel | Niederlande                        | 4:33.9 | Dänemark                                     | 4:43.1 | Schweden                    | 4:44.7 |

## Kunst- und Turmspringen

### Ergebnisse Männer
| Wettbewerb | Gold                                     | Silber                                  | Bronze                                  |
| ---------- | ---------------------------------------- | --------------------------------------- | --------------------------------------- |
| 3 m        | Hans Aderhold Bundesrepublik Deutschland | Guy Hernande Frankreich                 | Werner Sobek Bundesrepublik Deutschland |
| 10 m       | Günter Haase Bundesrepublik Deutschland  | Werner Sobek Bundesrepublik Deutschland | Thomas Christiansen Dänemark            |

### Ergebnisse Frauen
| Wettbewerb | Gold                         | Silber                       | Bronze                        |
| ---------- | ---------------------------- | ---------------------------- | ----------------------------- |
| 3 m        | Madeleine Moreau Frankreich  | Nicole Pellissard Frankreich | Birte Christoffersen Dänemark |
| 10 m       | Nicole Pellissard Frankreich | Alma Staudinger Österreich   | Birte Christoffersen Dänemark |

## Wasserball

### Ergebnisse Männer
| Wettbewerb | Gold        | Silber   | Bronze      |
| ---------- | ----------- | -------- | ----------- |
| Mannschaft | Niederlande | Schweden | Jugoslawien |